# Har Ẕevi
Har Ẕevi (hebreiska: הר צבי) är ett berg i Israel.   Det ligger i distriktet Norra distriktet, i den norra delen av landet. Toppen på Har Ẕevi är 511 meter över havet, eller 74 meter över den omgivande terrängen. Bredden vid basen är 1,4 km.
Terrängen runt Har Ẕevi är lite bergig, och sluttar brant österut.Runt Har Ẕevi är det tätbefolkat, med 659 invånare per kvadratkilometer. Närmaste större samhälle är Safed, 12,7 km söder om Har Ẕevi. Trakten runt Har Ẕevi består till största delen av jordbruksmark.